# 狸銀座を歩く
『狸銀座を歩く』（たぬきぎんざをあるく）は、1950年（昭和25年）公開の日本映画。加戸敏が監督、民門敏雄脚本。

## 出演者
- 王女滝姫：水の江瀧子
- テル子：暁テル子
- 狸太郎／早川三平：灰田勝彦
- ポン太：大伴千春
- タヌ吉：大美輝子
- 侍女蓮花：高原朝子
- 侍女杏花：櫻英子
- 侍女梨花：藤代鮎子
- 侍女桃花：上野陽子
- 侍女菜花：早見栄子
- 侍女菫花：富士原比那子
- 侍従長：上田寛
- 劇場支配人磯辺：阿部修
- コンダクター三木：三木鶏郎
- 座員小野：小野田勇
- 座員河井：河井坊茶
- 座員千葉：千葉信雄
- 九郎：丹下キヨ子
- 冗談グループ
- 大阪松竹歌劇団
- 梅田東宝舞踊隊

## スタッフ
- 製作：辻久一
- 脚本：民門敏雄
- 監督：加戸敏
- 撮影：牧田行正
- 録音：大角正夫
- 音楽：灰田勝彦、浅井挙曄
- 美術：上里義三
- 照明：岡本健一
- スチル：小牧照
- 歌詞：佐伯孝夫
- 按舞：飛鳥亮
- 製作主任：小林利勝